# 르노 콜레오스
르노 콜레오스(Renault Koleos)는 프랑스 르노의 첫 스포츠 유틸리티 자동차(SUV)로, 르노 산하에 있는 르노코리아자동차의 QM5, QM6와 동일한 차종이다.

## 1세대(H45)

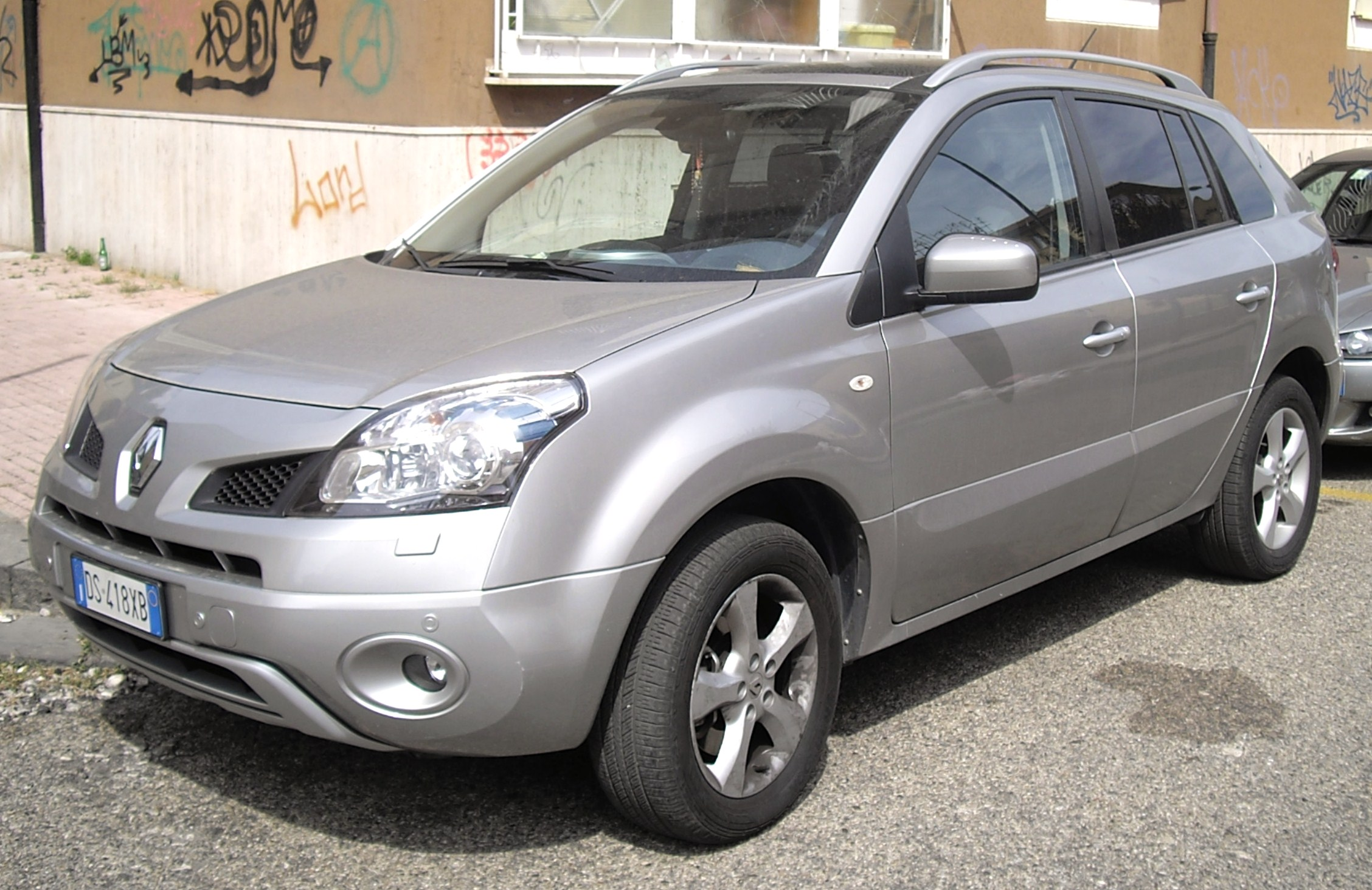
르노 콜레오스 1세대 (전기형) 정측면

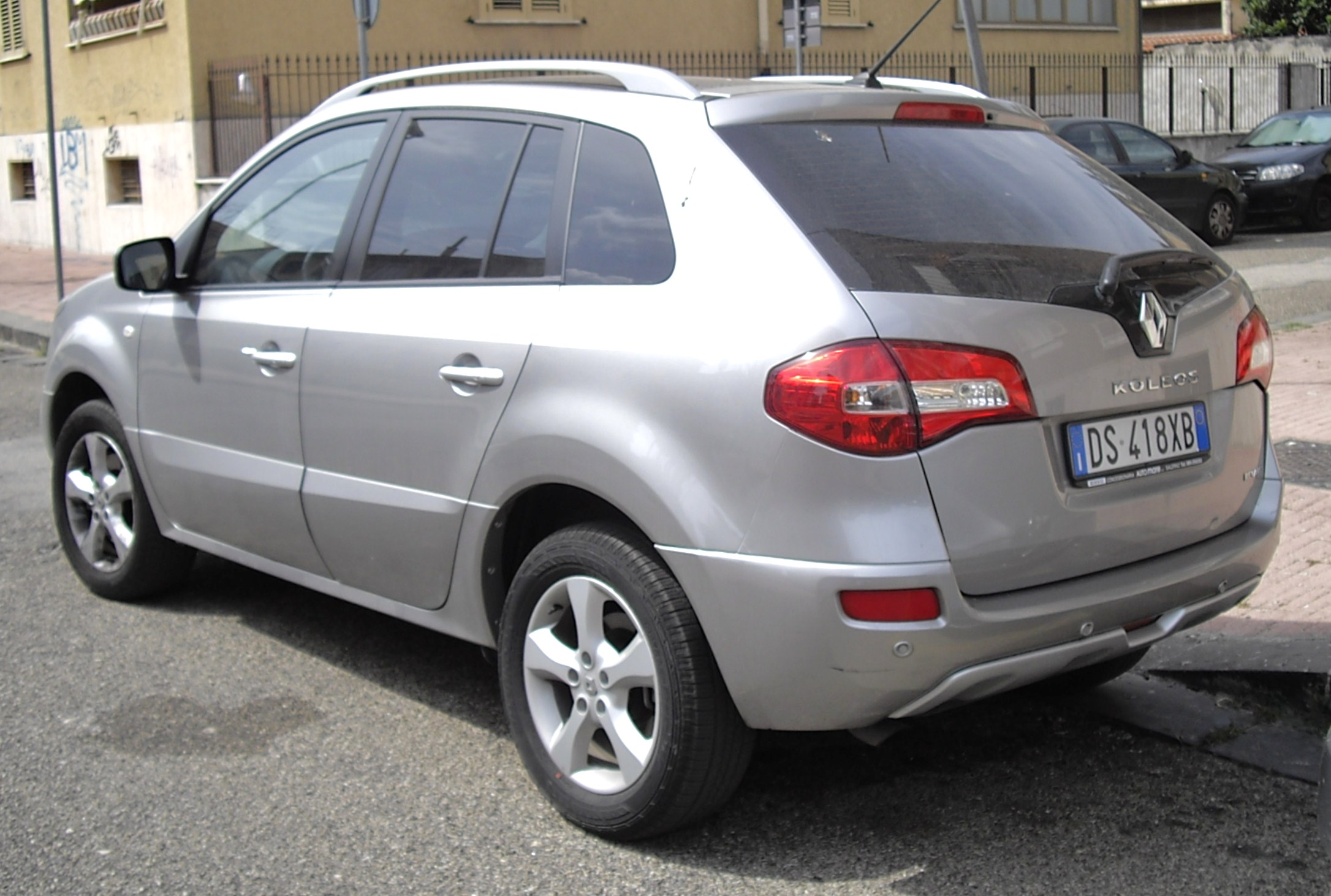
르노 콜레오스 1세대 (전기형) 후측면

2006년에 파리 모터쇼에 선보인 컨셉트 카 콜레오스를 양산화한 것으로, 르노가 기획을, 닛산 자동차가 개발을, 르노삼성자동차가 생산 및 수출을 담당하였고, 이로 인해 르노삼성자동차의 부산 공장에서 생산이 이루어져 2008년 3월부터 수출이 시작되었다. 2008년에 개최된 제네바 모터쇼에 공개되어 그해 4월부터 유럽 각국에 판매가 개시되었고, 9월부터는 오스트레일리아에서도 선보였다. 엔진은 2.0 디젤 M9R, 2.5 가솔린 2TR 등 2가지이다. 변속기는 6단 수동변속기나 CVT를 조합하고, 4륜구동 시스템은 닛산 자동차의 것을 채용했다. 2011년에 QM5가 페이스 리프트를 감행한 것에 맞춰 콜레오스도 페이스 리프트를 감행했다.

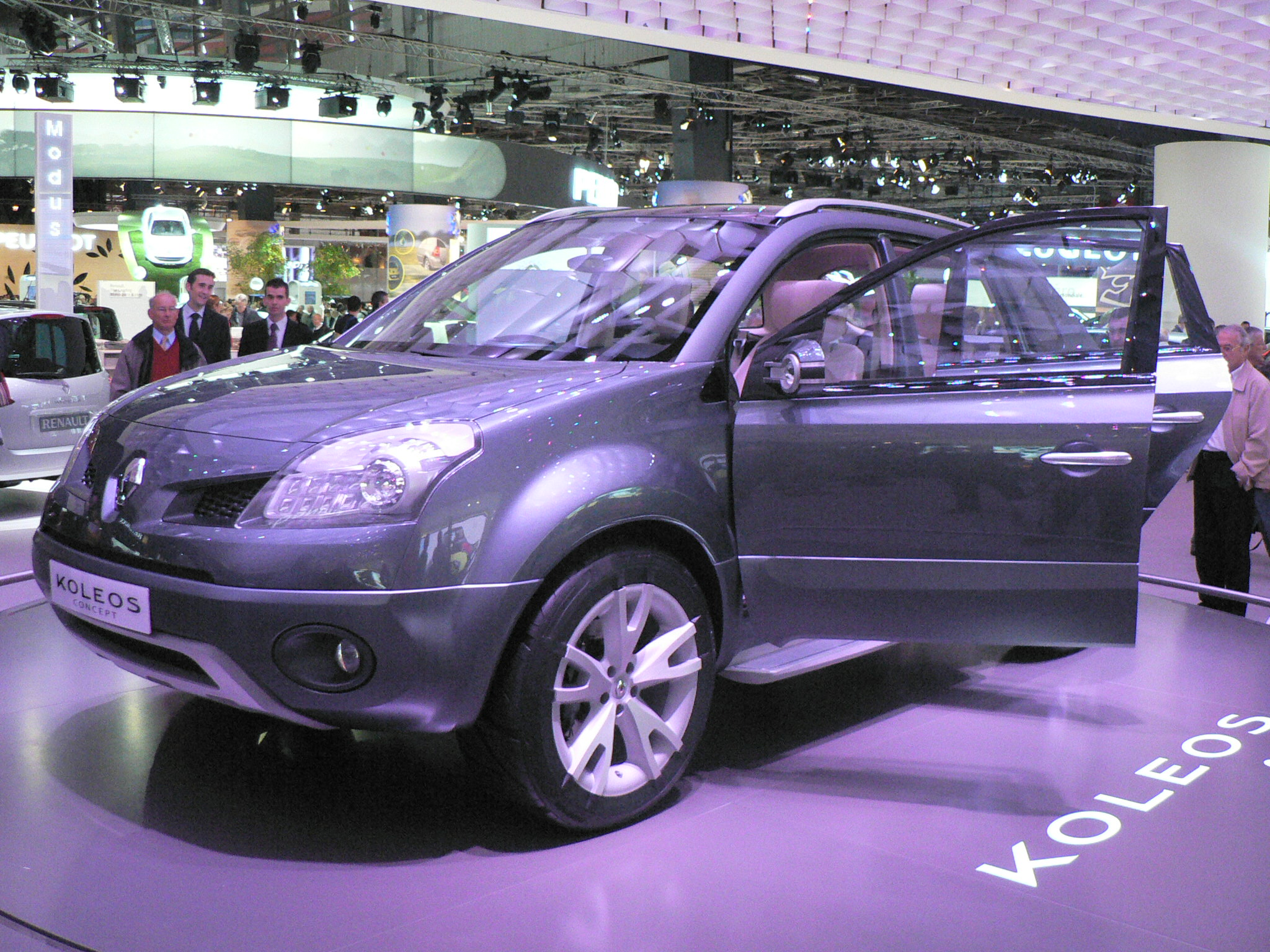
르노 콜레오스 컨셉트카 정측면
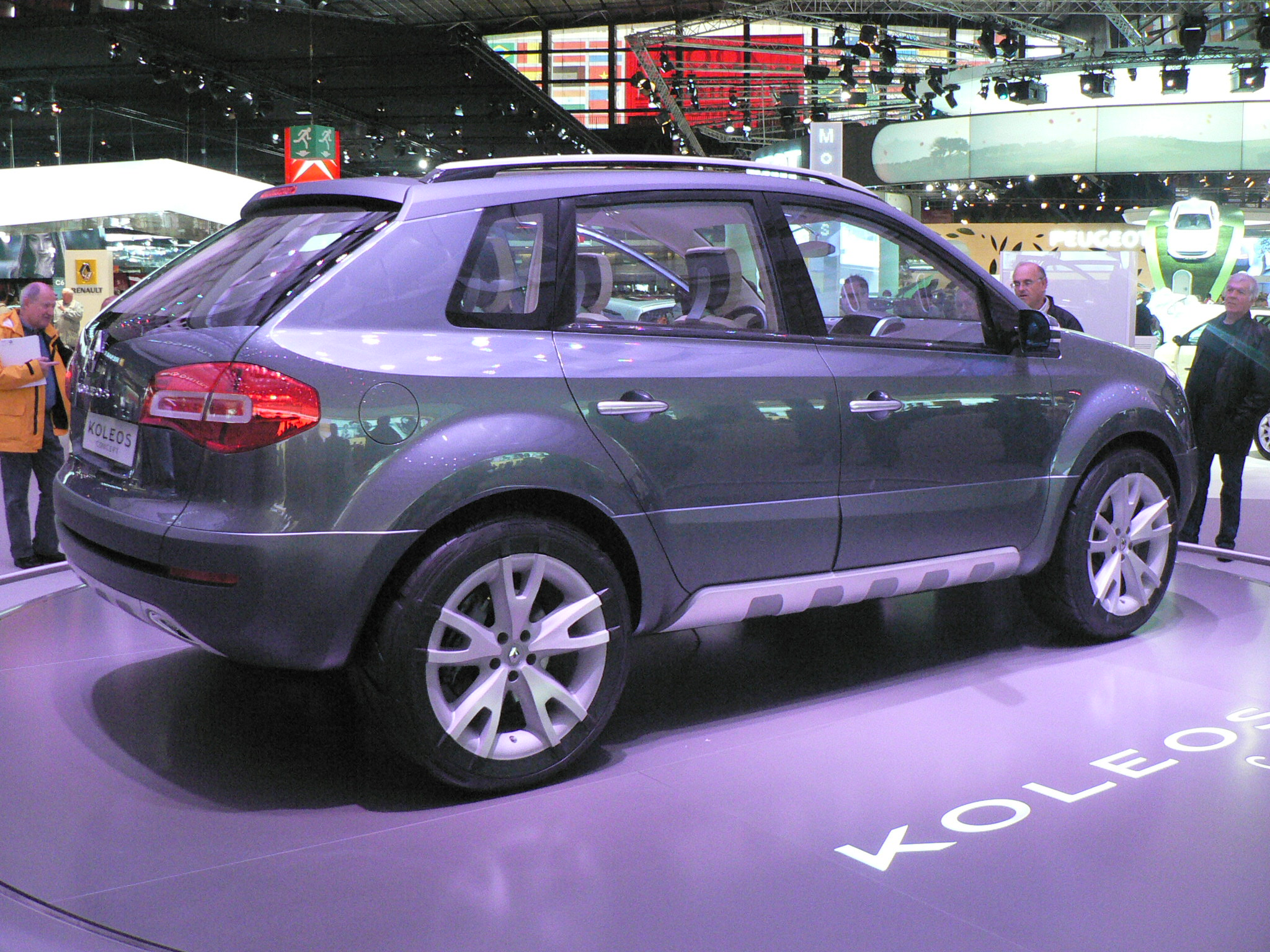
르노 콜레오스 컨셉트카 후측면
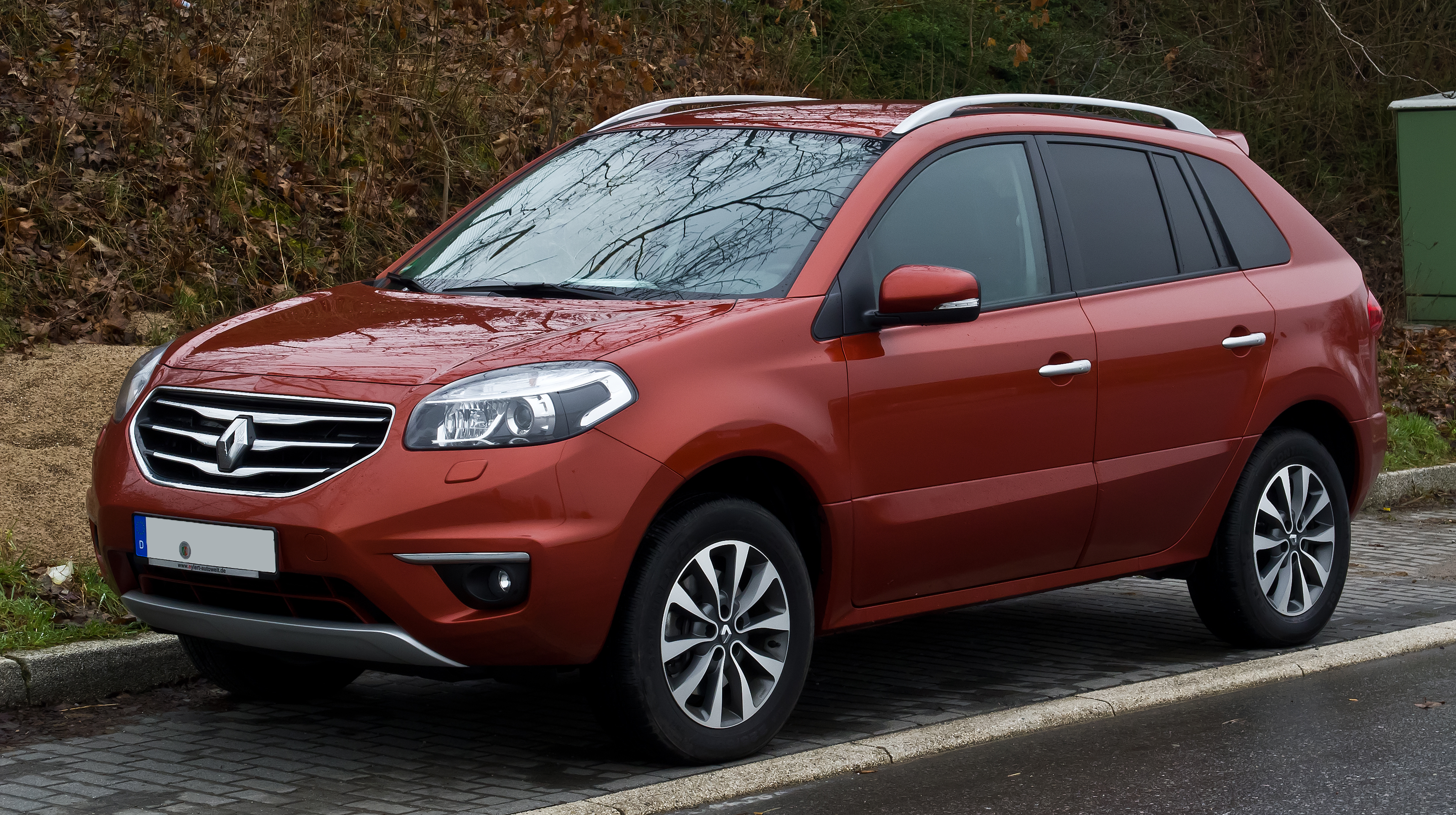
르노 콜레오스 1세대 (중기형) 정측면
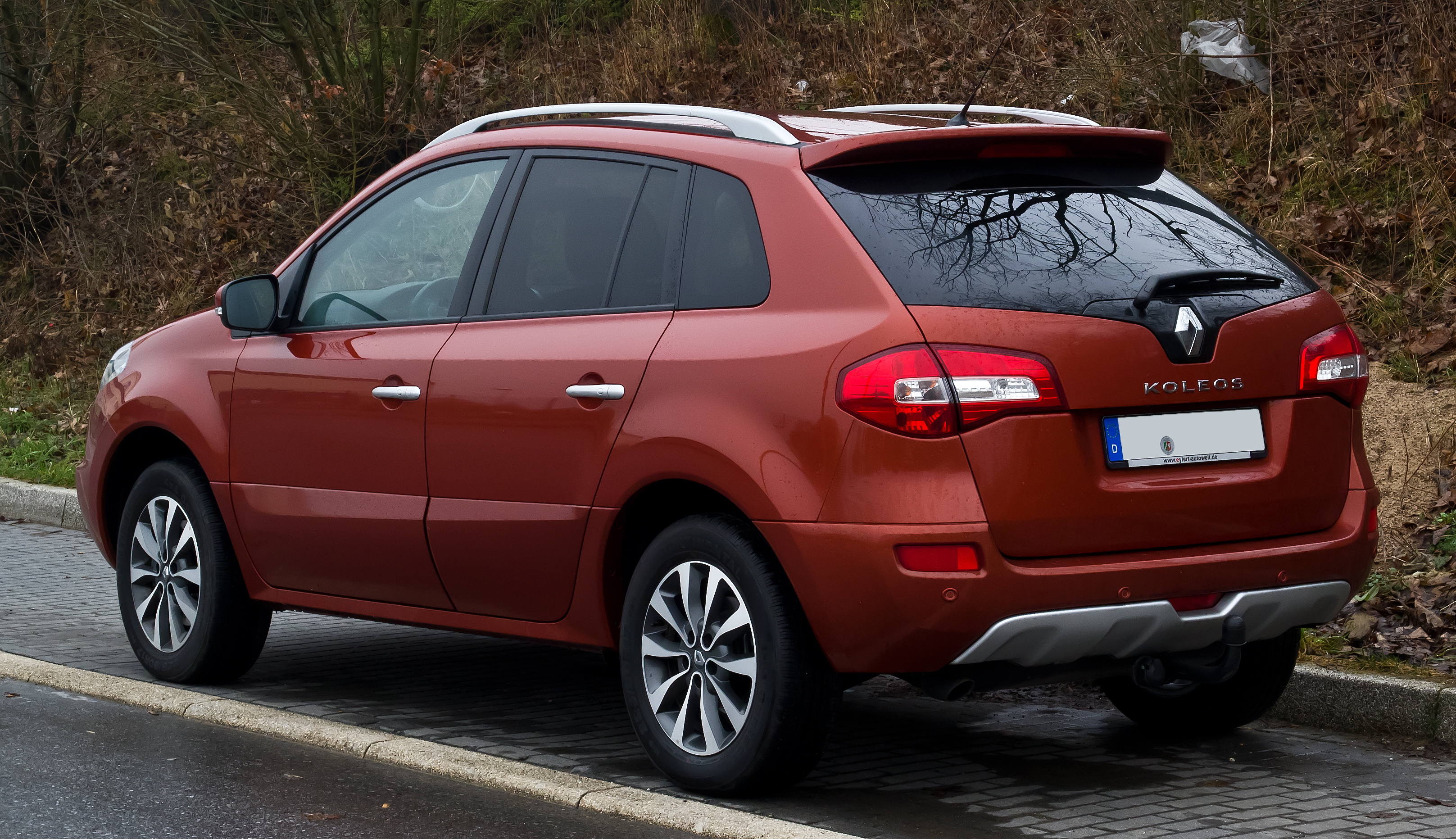
르노 콜레오스 1세대 (중기형) 후측면
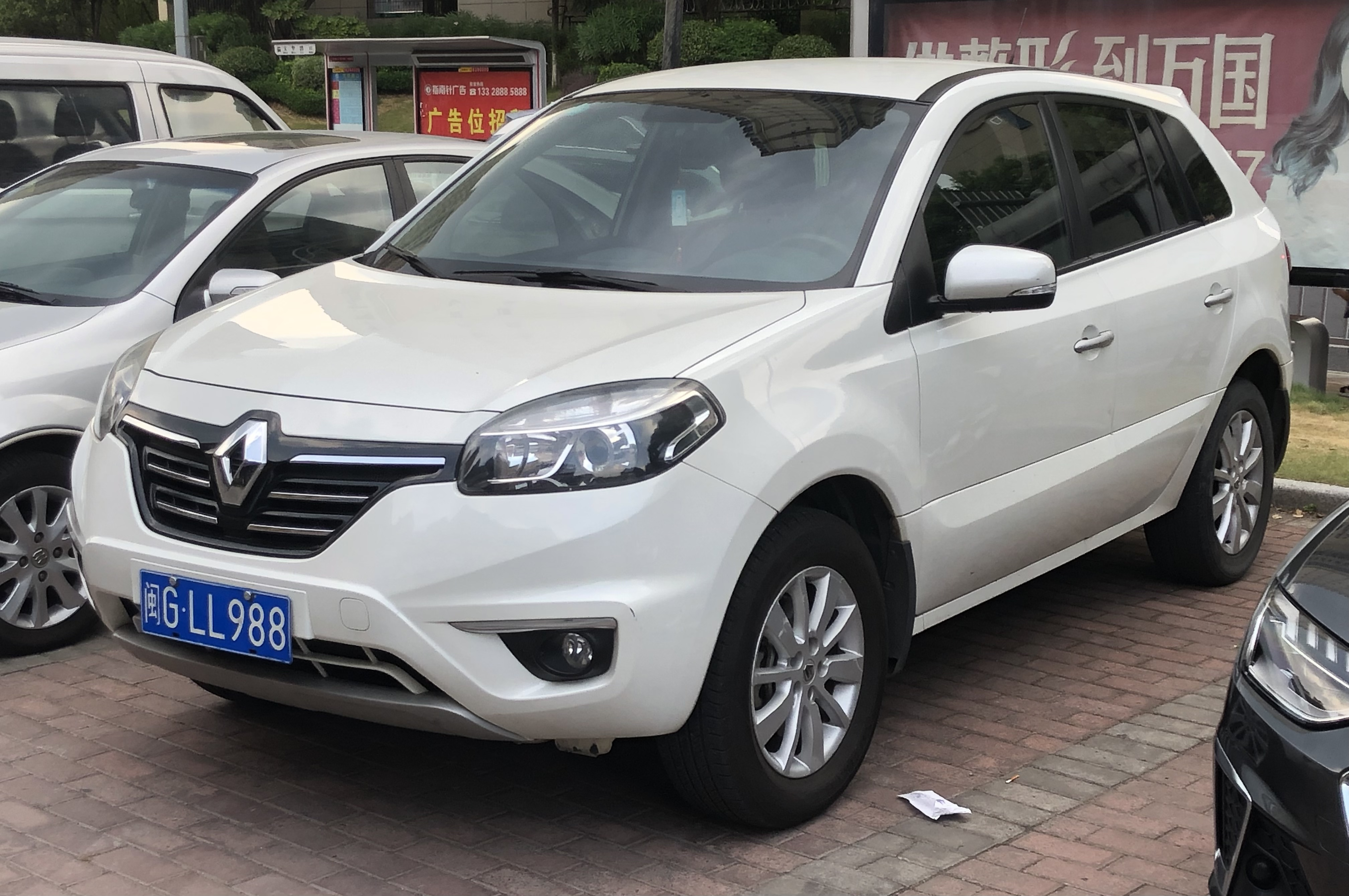
르노 콜레오스 1세대 (후기형) 정측면
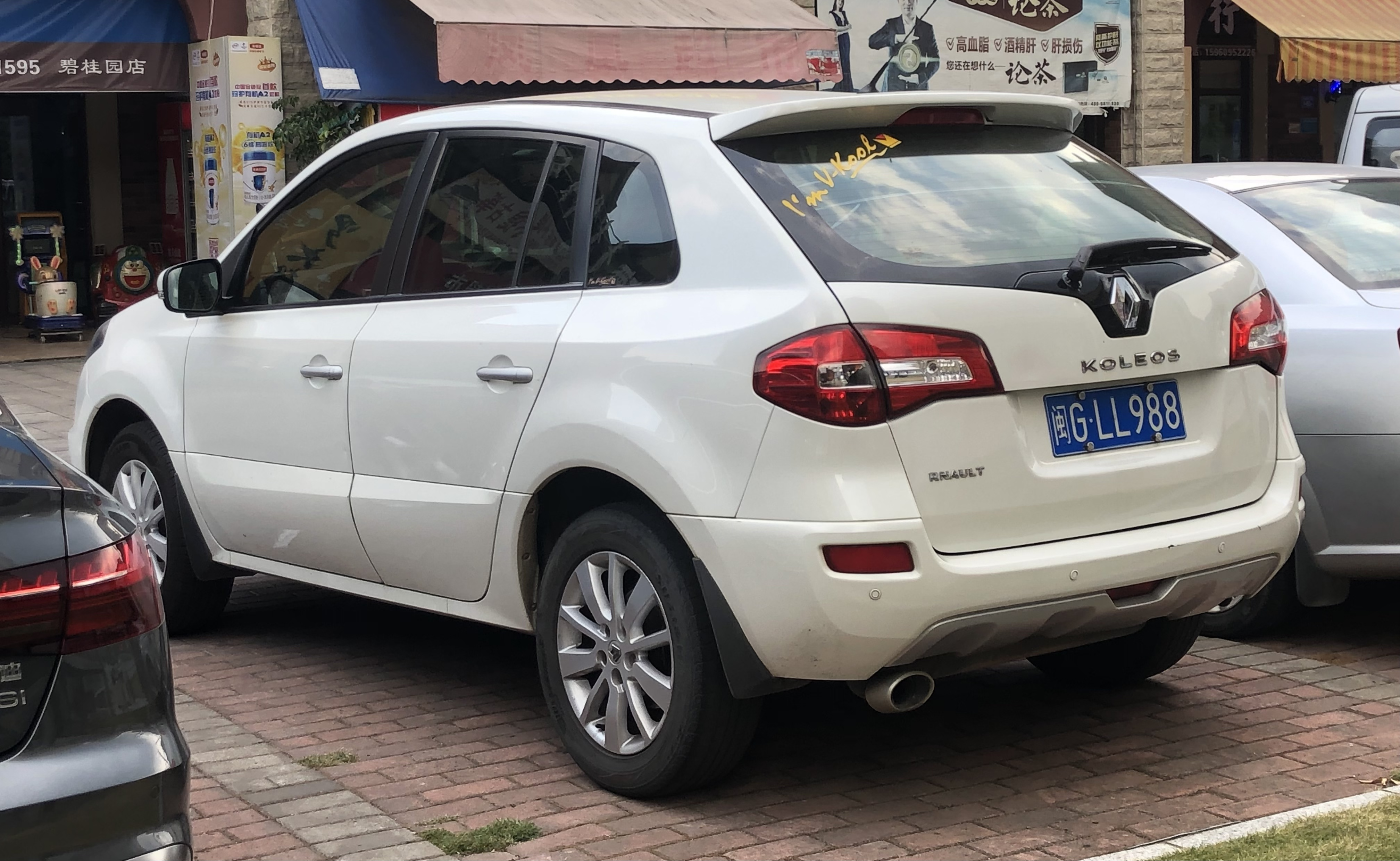
르노 콜레오스 1세대 (후기형) 후측면

## 2세대(HZG)

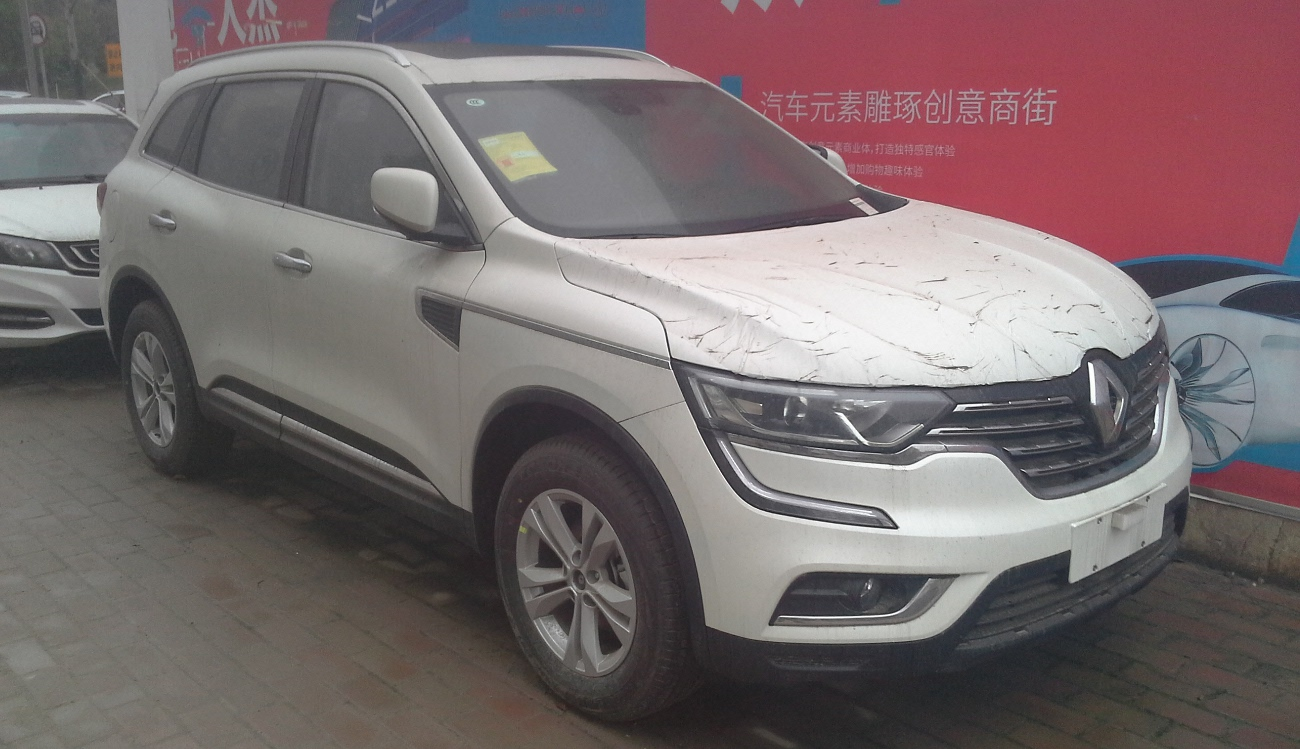
르노 콜레오스 2세대 정측면

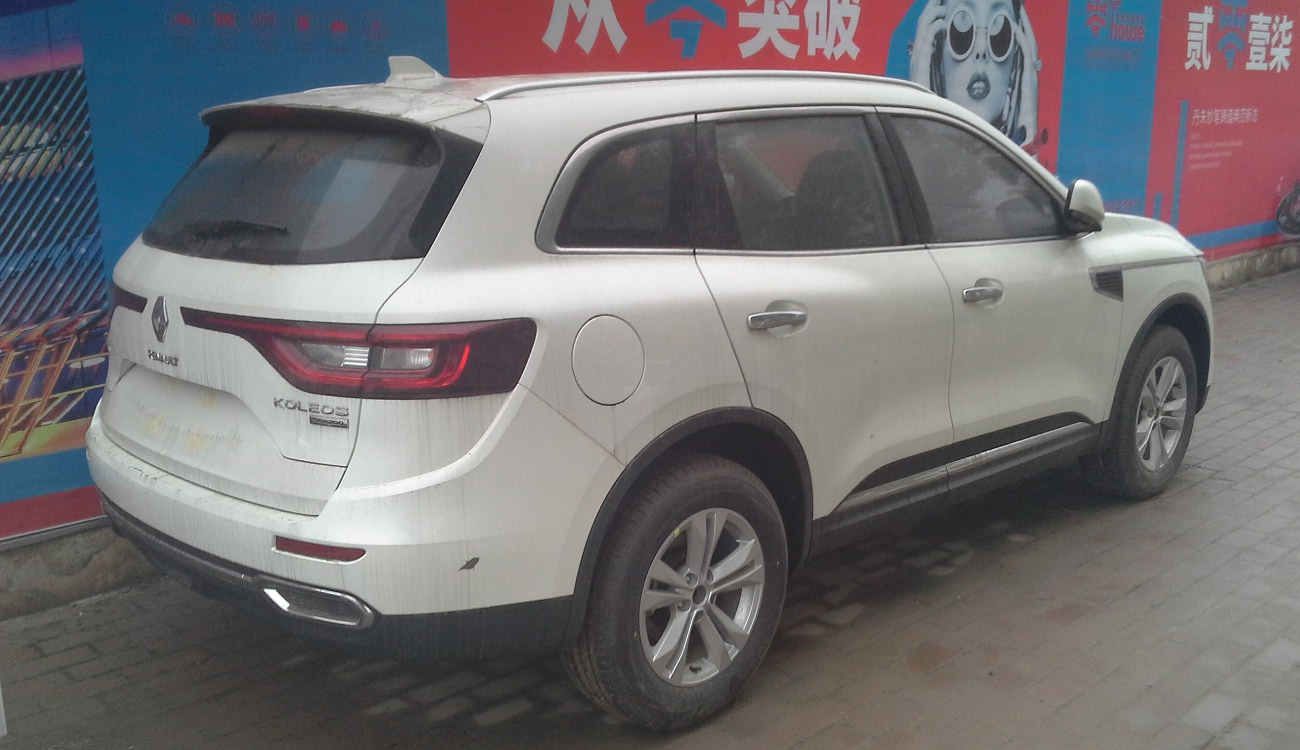
르노 콜레오스 2세대 후측면

2016년에 베이징 모터쇼를 통해 최초로 공개되었다. 'ㄷ'자형 헤드라이트가 적용되었으며, CMF-CD 플랫폼을 기반으로 개발되었다. 같은 해 호주에서 판매를 최초로 시작하였고, 이후 유럽과 남아메리카 등지에서도 판매가 진행되었다. 또한 대한민국에서는 QM6로 판매되고 있다. 중국에서는 합자회사인 둥펑르노가 동년에 세운 공장에서 현지 생산된 최초의 차량이며, 2020년 8월 28일 르노가 중국에서 철수하면서 생산이 중단되었다. 2019년 부분변경을 거쳤으며, 이듬해인 2020년에는 대한민국의 QM6가 2차 부분변경을 한 것에 발맞추어 라이트 디테일을 변경하였다. 2023년 유럽에서는 에스파스 6세대가 중형 SUV로 출시되면서 단종되었으나, 대한민국과 오세아니아, 우크라이나, 중동과 아프리카, 남아메리카 시장에서는 현역으로 판매되고 있다.

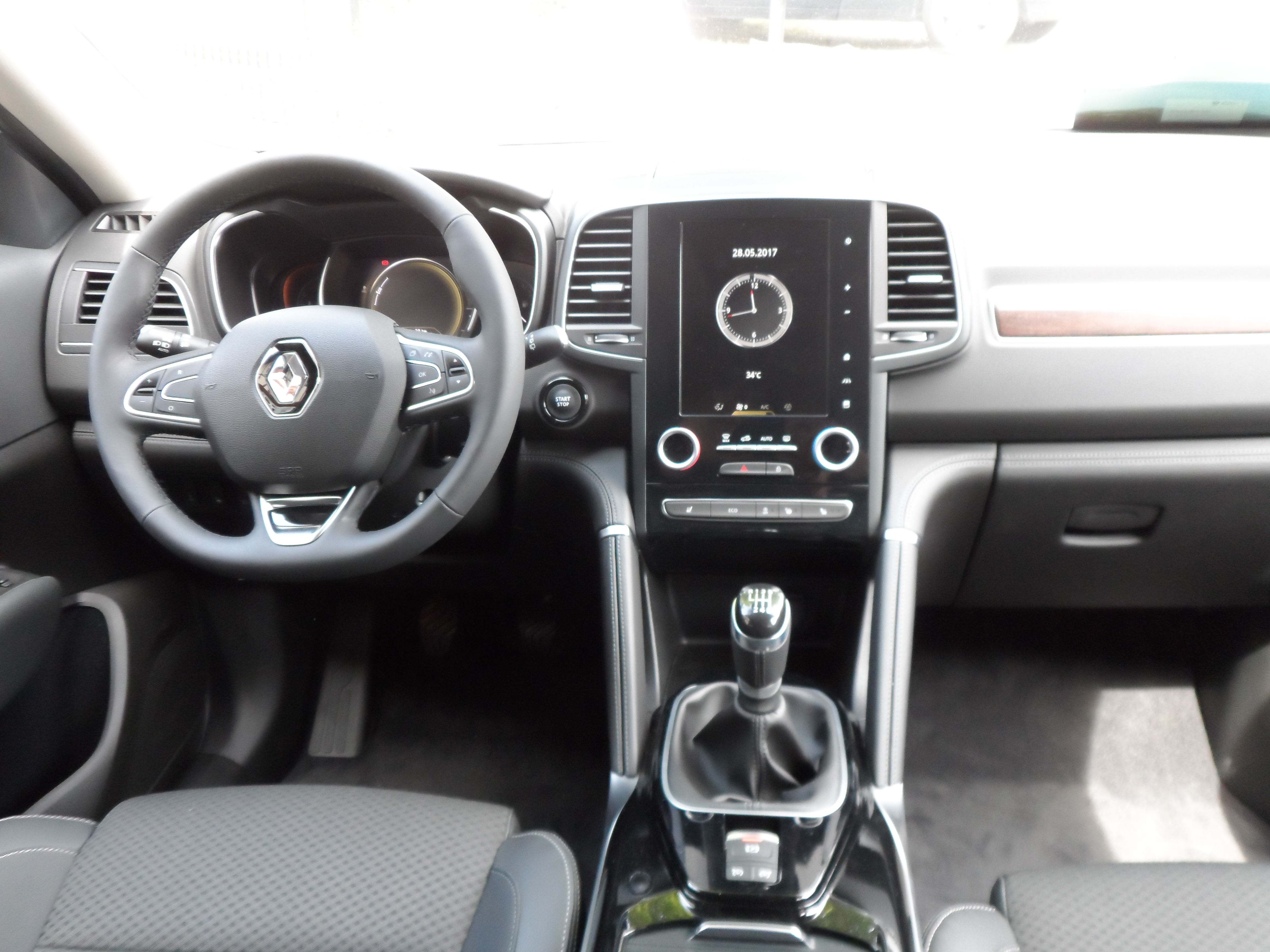
르노 콜레오스 2세대 실내

## 경쟁 차종
- 현대자동차 - 투싼
- 기아자동차 - 스포티지
- 쌍용 - 코란도
- 지프 - 체로키
- 폭스바겐 - 티구안
- 닛산 - 로그, X-트레일
- 미쓰비시 - 아웃랜더
- 토요타 - RAV4